# Juan Pedrero García
Joan Pedrero García también llamado Juan Pedrero (nacido el 27 de febrero de 1978 en Canet de Mar, Barcelona, Cataluña, España) es un piloto de Rally raid y de enduro, actualmente en el equipo Rieju. Mide 193 cm y pesa 94 kg.

## Trayectoria
Comenzó a destacar en el mundo del enduro en 2004 cuando se proclamó Subcampeón en el Campeonato de España de Enduro Junior.  En 2007 se proclamó campeón del Enduro Xtrem y acabó 9.º en la general del Campeonato del Mundo de Enduro en la categoría E3.
En 2008 iba a debutar en el Rally Dakar, pero debido a las amenazas terroristas el Dakar se suspendió ese año, no pudiendo cumplir Pedrero su sueño. Sin embargo, al año siguiente el Rally Dakar se trasladó a Sudamérica, y ese año Pedrero pudo debutar, acabando en la 42.º plaza en la general con la KTM.
En el Rally Dakar de 2010 logró una enorme décima posición en su segundo año. Además ese mismo año se proclamó subcampeón de la Baja España.
En el Rally Dakar de 2011 fue el mochilero de Marc Coma y volvió a mejorar la décima posición del año anterior, acabando en un gran 5.º puesto en la general final. Además, este año acabó 4.º en la general final del Rally dos Sertões.
En el Rally Dakar de 2012, Pedrero se vio obligado al abandono debido a la rotura de su moto, cuando marchaba en la séptima plaza de la general. Ese año, Joan, logró la 8.º plaza final en la general del Rally de Marruecos y la 6.º en el Rally de Cerdeña de 2012, ambas puntuables para el Campeonato Mundial de Rally Cross-Country de la FIM. 2013, fue un gran año para Pedrero. En el Rally Dakar, acabó como el mejor español, de nuevo en la quinta plaza, acabando en cinco etapas en el pódium. Acabó tercero en el Rally de Cerdeña de 2013 y terminó en seis ocasiones en el pódium. Además se impuso en 13 de las 19 etapas del Rally de Transanatolia, donde también acabó 3.º en la general.
Tras cinco años con la escuadra austriaca KTM, para el Rally Dakar de 2014, Pedrero ficha por Sherco, como mochilero de Alain Duclos. En la etapa 4 que transcurría entre las localidades argentinas de San Juan y Chilecito, Joan se adjudicó su primera victoria en el Dakar. Volvió a realizar grandes etapas, aunque debido a problemas mecánicos, solo pudo ser 21.º en la general.
De cara al Rally Dakar de 2015 ficha por Yamaha. Realizó grandes etapas, siendo segundo en una de ellas y entrando en el Top 5 en muchas otras, pero sin embargo tuvo muchos problemas mecánicos en algunas etapas, que le obligaron a abandonar en la undécima camino de Termas de Río Hondo.

## Resultados

### Rally Dakar
| Año     | Categoría | Vehículo | Posición | Etapas |
| ------- | --------- | -------- | -------- | ------ |
| 2009    | Motos     | KTM      | 42.º     | -      |
| 2010    | Motos     | KTM      | 10.º     | -      |
| 2011    | Motos     | KTM      | 5.º      | -      |
| 2012    | Motos     | KTM      | Ret.     | -      |
| 2013    | Motos     | KTM      | 5.º      | -      |
| 2014    | Motos     | Sherco   | 21.º     | 1      |
| 2015    | Motos     | Yamaha   | Ret.     | -      |
| 2016    | Motos     | Sherco   | Ret.     | -      |
| 2017    | Motos     | Sherco   | 13.º     | 1      |
| 2018    | Motos     | Sherco   | 11.º     | -      |
| 2019    | Motos     | KTM      | Ret.     | -      |
| 2020    | Motos     | KTM      | 16.º     | -      |
| 2021    | Motos     | KTM      | 15.º     | -      |
| 2022    | Motos     | KTM      | 20.º     | -      |
| 2023    | Motos     | KTM      | 23.º     | -      |
| Fuente: |           |          |          |        |